# Репсольд (лунный кратер)
Кратер Репсольд (лат. Repsold) — крупный древний ударный кратер в области северо-западного побережья Океана Бурь на видимой стороне Луны. Название присвоено в честь немецкого механика, основателя мастерской по изготовлению астрономических инструментов Иоганна Георга Репсольда (1770—1830) и утверждено Международным астрономическим союзом в 1935 году. Образование кратера относится к донектарскому периоду.

## Описание кратера

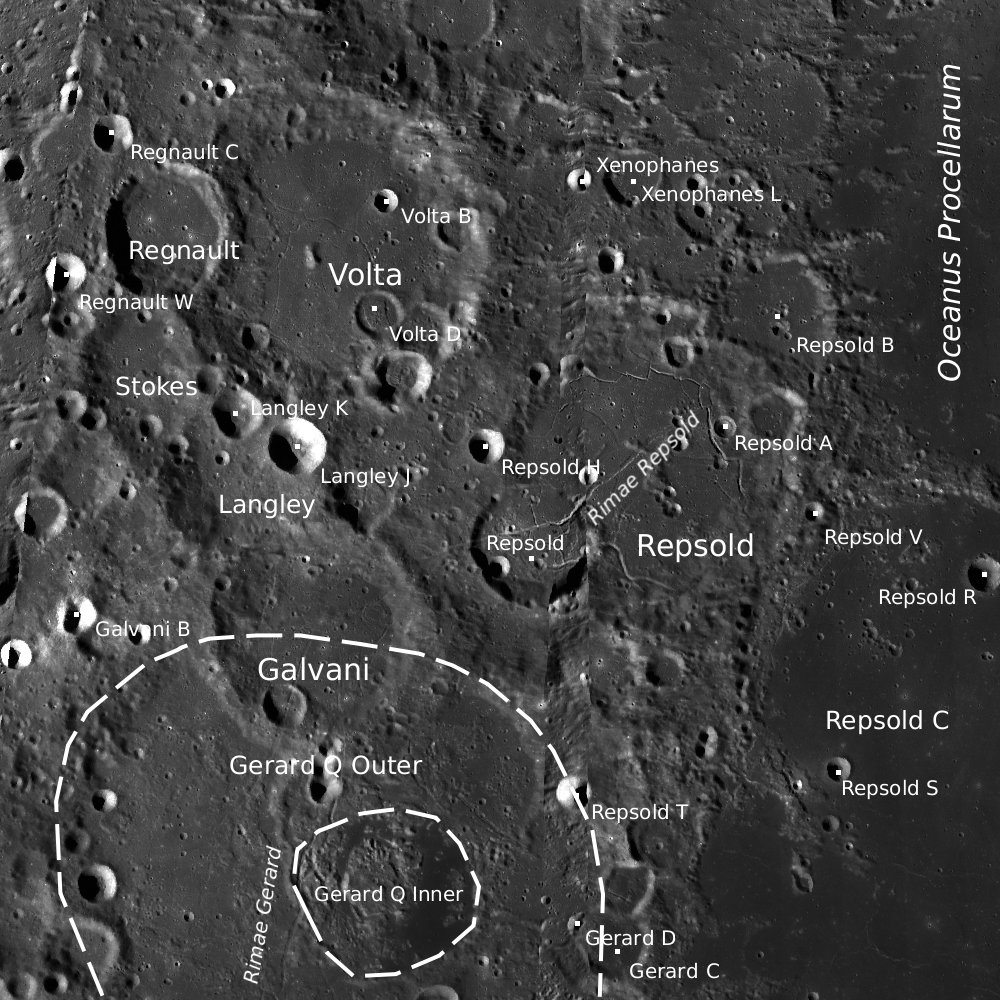
Окрестности кратера Репсольд. Снимок зонда Lunar Reconnaissance Orbiter.

Ближайшими соседями кратера Репсольд являются кратер Ланглей на западе; кратер Вольта на северо-западе; кратер Ксенофан на севере; кратер Жерар на юге и кратер Гальвани на западе-юго-западе. Селенографические координаты центра кратера 51°19′ с. ш. 78°25′ з. д. / 51,31° с. ш. 78,41° з. д., диаметр 108,7 км, глубина 1930 м.
Кратер Репсольд имеет полигональную форму и значительно разрушен. Вал сглажен и перекрыт множеством кратеров различного размера, в юго-восточной части двойной. Юго-западная часть вала перекрыта крупным сателлитным кратером Репсольд G, к юго-восточной части вала примыкает сателлитный кратер Репсольд С, диаметр которого несколько больше диаметра кратера Репсольд. Дно чаши покрыто базальтовой лавой, которая при застывании образовала систему борозд Репсольда. Наиболее заметная ветвь этой системы начинается у подножия северо-восточной части внутреннего склона, пересекает чашу кратера и чашу сателлитного кратера Репсольд G и продолжается до чаши кратера Гальвани. В центре чаши расположен дугообразный хребет высотой 1100 м, южная часть которого перекрыта группой мелких кратеров.

## Сателлитные кратеры
| Репсольд | Координаты                                            | Диаметр, км |
| -------- | ----------------------------------------------------- | ----------- |
| A        | 51°50′ с. ш. 76°59′ з. д. / 51,84° с. ш. 76,98° з. д. | 8,2         |
| B        | 53°05′ с. ш. 75°55′ з. д. / 53,09° с. ш. 75,92° з. д. | 45,7        |
| C        | 48°44′ с. ш. 73°47′ з. д. / 48,73° с. ш. 73,78° з. д. | 135,1       |
| G        | 50°33′ с. ш. 80°39′ з. д. / 50,55° с. ш. 80,65° з. д. | 44,0        |
| H        | 51°41′ с. ш. 81°29′ з. д. / 51,69° с. ш. 81,48° з. д. | 12,6        |
| N        | 49°04′ с. ш. 78°17′ з. д. / 49,06° с. ш. 78,29° з. д. | 14,5        |
| R        | 49°52′ с. ш. 72°24′ з. д. / 49,86° с. ш. 72,4° з. д.  | 12,5        |
| S        | 47°45′ с. ш. 75°20′ з. д. / 47,75° с. ш. 75,33° з. д. | 8,7         |
| T        | 47°38′ с. ш. 79°57′ з. д. / 47,64° с. ш. 79,95° з. д. | 12,7        |
| V        | 50°46′ с. ш. 75°25′ з. д. / 50,77° с. ш. 75,41° з. д. | 7,1         |
| W        | 52°36′ с. ш. 79°53′ з. д. / 52,6° с. ш. 79,88° з. д.  | 9,6         |

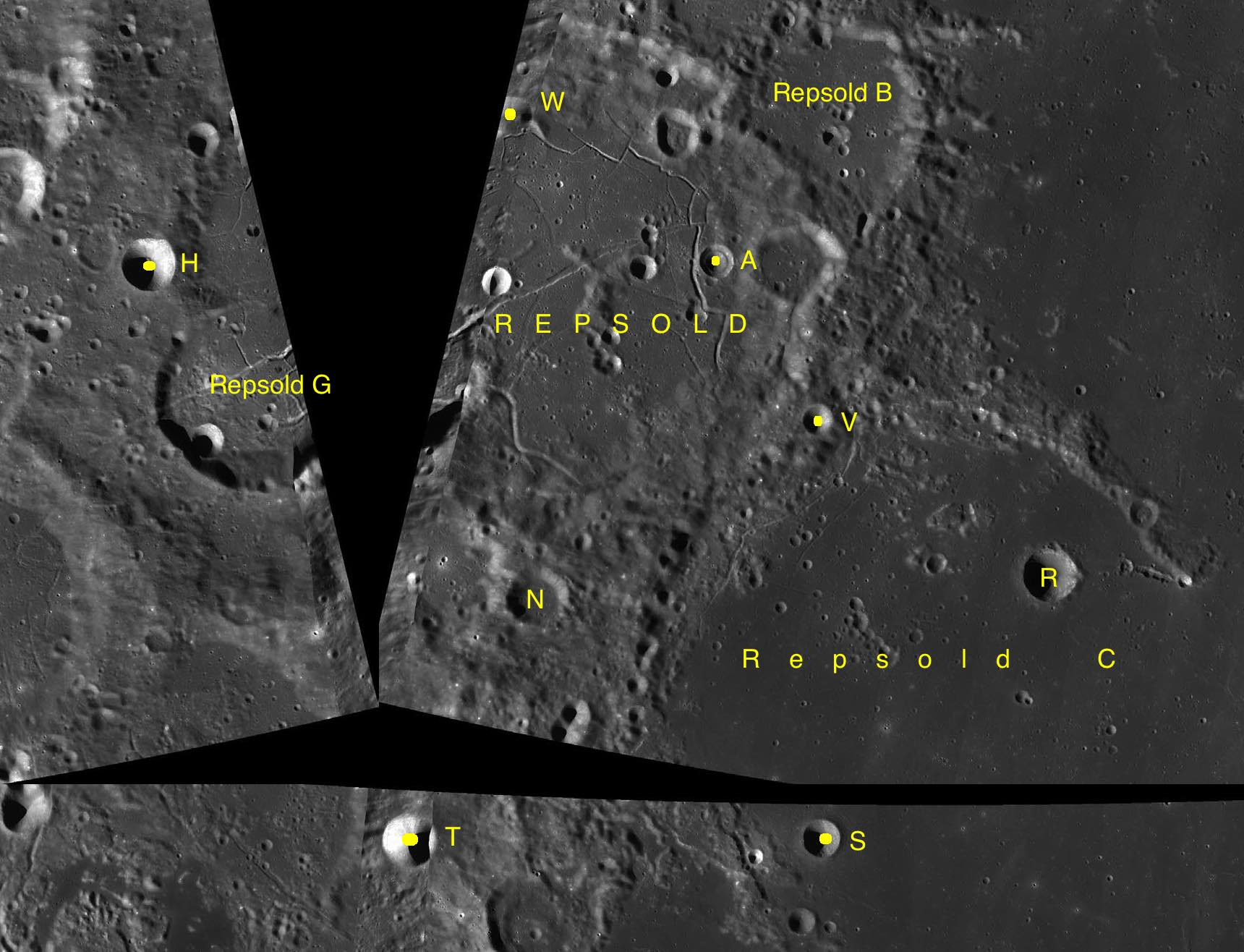
Фрагменты карт LAC-10, LAC-21, LAC-22.

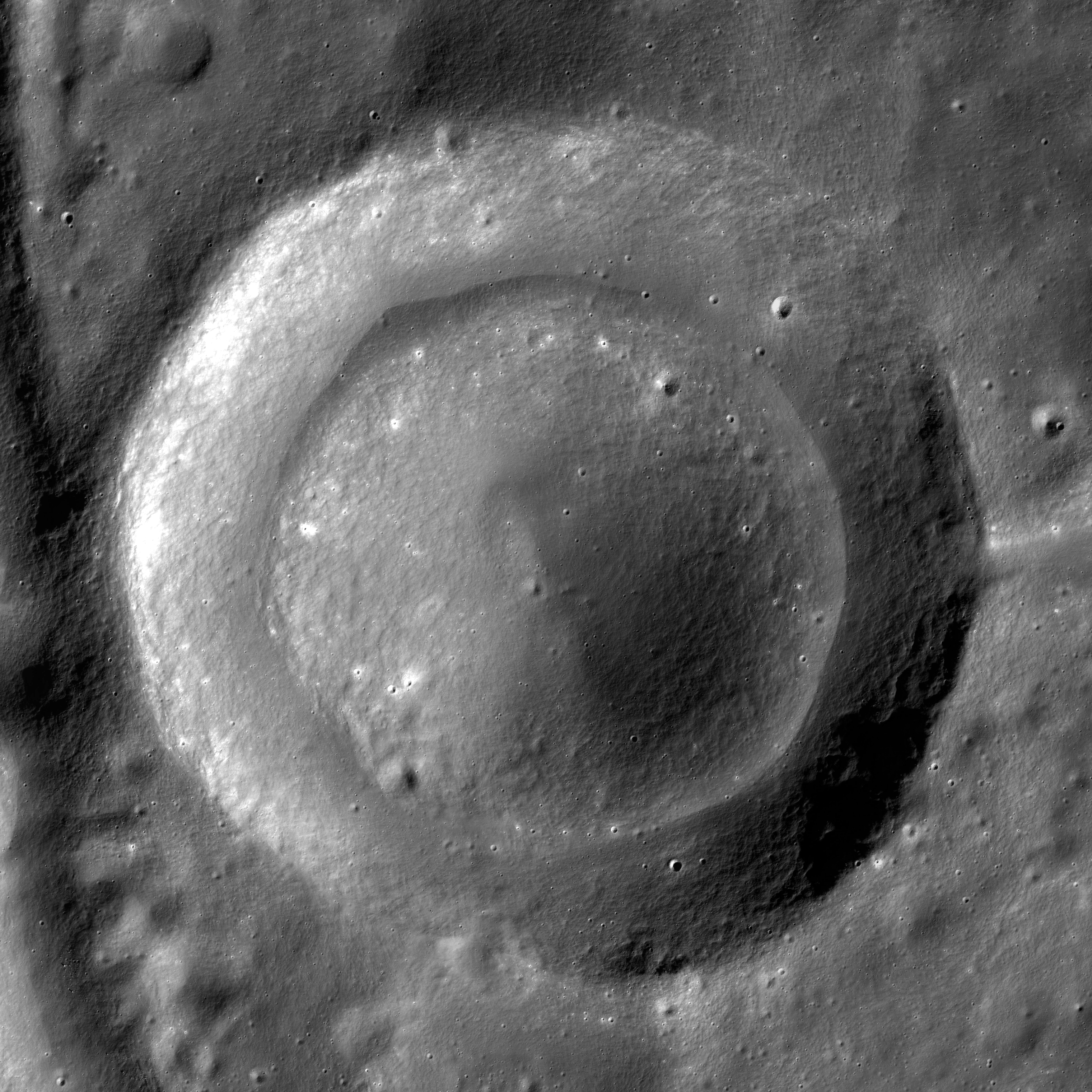
Сателлитный кратер Репсольд A. Снимок зонда Lunar Reconnaissance Orbiter.

- Сателлитный кратер Репсольд A является концентрическим кратером.
- Образование сателлитного кратера Репсольд C относится к донектарскому периоду[1].
- Образование сателлитного кратера Репсольд G относится к нектарскому периоду[1].